# أنتوني باري
أنتوني باري (بالإنجليزية: Anthony Barry)‏ (29 مايو 1986 بليفربول في المملكة المتحدة - ) هو لاعب كرة قدم بريطاني في مركز الوسط. لعب مع فوريست غرين وكوفنتري سيتي ونادي أكرينغتون ستانلي ونادي ريكسهام ويوفل تاون ونادي تشستر سيتي وفليتوود تاون.

## وصلات خارجية
- أنتوني باري على موقع قاعدة بيانات كرة القدم.إي يو (الإنجليزية)
- أنتوني باري على موقع Soccerbase.com (لاعب) (الإنجليزية)
- أنتوني باري على موقع Soccerway.com (الإنجليزية)